# World file
World file est un format de fichiers texte dont le rôle est d'associer des coordonnées à des images matricielles. Il est utilisé dans le domaine des systèmes d'informations géographiques. Les spécifications de ce format ont été créées par ESRI.

## Extension de fichier
Les Systèmes d'information géographique (SIG) utilisent le « world file » associé à une image, communément appelé « raster », pour l’afficher dans le système courant de projection. Le fichier « world file » doit avoir le même nom que l’image qui lui est associée. L’extension de l’image est  modifiée; la première lettre demeure identique, la seconde lettre correspond à la dernière lettre de l’extension de l’image et la troisième lettre est remplacée par « w ».
Exemple :
- Image .jpg → .jgw
- Image .png → .pgw
- Image .tif → .tfw ou .twfx
- Image .gif → .gfw
- Image .ecw → .eww

Certains logiciels admettent également l'extension générique .wld, notamment ceux utilisant les bibliothèques de GDAL.

## Contenu et syntaxe
Le « world file » est constitué de 6 lignes avec 6 paramètres qui définissent une transformation affine. On peut décomposer en quatre transformations géométriques soit : rotation, mise à l’échelle, translation et retournement. Ces six paramètres sont séparés par un retour de chariot et un saut de ligne de la façon suivante :
- Ligne 1: a11 = composante x de la largeur du pixel
- Ligne 2: a21 = composante y de la largeur du pixel
- Ligne 3: a12 = composante x de la hauteur des pixels
- Ligne 4: a22 = composante y de la hauteur des pixels (généralement négative)
- Ligne 5: b1 = Coordonnée x du centre du pixel supérieur gauche en unité cartographique
- Ligne 6: b2 = coordonnée y du centre du point le plus à gauche de l'image en unité cartographique

Représentation des paramètres d'un fichier "World file"

Ces paramètres représentent une transformation affine selon l’équation suivante :
{\displaystyle {\begin{bmatrix}X\\Y\end{bmatrix}}={\begin{pmatrix}a_{11}&a_{12}\\a_{21}&a_{22}\end{pmatrix}}\cdot {\begin{bmatrix}x_{raster}\\y_{raster}\end{bmatrix}}+{\begin{bmatrix}b_{1}\\b_{2}\end{bmatrix}}}

{\displaystyle {\begin{aligned}X&=a_{11}\,x+a_{12}\,y+b_{1}\\Y&=a_{21}\,x+a_{22}\,y+b_{2}\end{aligned}}}

où,
- X = Coordonnée en abscisse correspondant à la projection cartographique ;
- Y = Coordonnée d’ordonnée ;
- x_{raster} = est le numéro de colonne du pixel dans l'image (raster) en comptant à partir de la gauche Coordonnée d’abscisse de l’image (numéro de colonne);
- y_{raster} =est le numéro de ligne du pixel dans l'image (raster) en comptant à partir du haut;
- a11, a12, a21 et a22 : Constante pour la mise à l’échelle, la rotation et le retournement ;
- b1 et b2 : Position dans la projection cartographique du centre du pixel supérieur gauche de l’image.

Le calcul des constantes a11, a12, a21 et a22 doit tenir compte que la rotation de l’image s’effectue par rapport au coin supérieur gauche de l’image (coordonnée 0,0 de l’image) et que l’axe des ordonnées de l’image est inversé par rapport à celui de la projection.

Il est possible de calculer les constantes a11, a12, a21 et a22 (respectivement A,B,D,E)
a11 = cos(θ)*Taille d’un pixel dans la projection cartographique
a12 = -sin(θ)*Taille d’un pixel dans la projection cartographique
a21 = (-)*sin(θ)*Taille d’un pixel dans la projection cartographique

a22 = (-)*cos(θ)*Taille d’un pixel dans la projection cartographique
Le signe négatif placé pour les constantes a21 et a22 permettent de retourner l’image par rapport à l’axe de l’abscisse.
Exemple: L’image originale raster.jpg est projetée à 45° dans une projection MTM dont la taille d’un pixel est de 2 mètres et les coordonnées supérieur gauche sont (220558, 5398810). Le fichier raster.jgw contient les valeurs suivantes : 
1.414
-1.414
-1.414
-1.414
220558
5398810
Autres illustrations :
avec cette notation:
{\displaystyle {\begin{bmatrix}x\prime \\y\prime \end{bmatrix}}={\begin{bmatrix}A&B\\D&E\end{bmatrix}}{\begin{bmatrix}x\\y\end{bmatrix}}+{\begin{bmatrix}C\\F\end{bmatrix}}}